# I. općinska nogometna liga Slavonski Brod 1990./91.
I. općinska nogometna liga Slavonski Brod za sezonu 1990./91. je bila liga sedmog stupnja nogometnog prvenstva Jugoslavije. 
 
Sudjelovalo je 14 klubova, a prvak je bila "Borac" iz Podvinja. 

## Ljestvica
| mj. | klub                        | ut. | pob. | ner. | por. | gol+ | gol- | bod |
| --- | --------------------------- | --- | ---- | ---- | ---- | ---- | ---- | --- |
| 1.  | Borac Podvinje              | 26  | 18   | 7    | 1    | 63   | 24   | 43  |
| 2.  | Polet Stari Slatinik        | 26  | 18   | 5    | 3    | 67   | 21   | 41  |
| 3.  | Graničar Stupnički Kuti     | 26  | 16   | 5    | 5    | 63   | 26   | 37  |
| 4.  | Vinogorac Brodsko Vinogorje | 26  | 12   | 6    | 8    | 55   | 35   | 30  |
| 5.  | Omladinac Gornja Vrba       | 26  | 14   | 1    | 11   | 51   | 42   | 29  |
| 6.  | Slavonac Brodski Stupnik    | 26  | 10   | 4    | 12   | 49   | 47   | 24  |
| 7.  | Posavina Velika Kopanica    | 26  | 8    | 8    | 10   | 46   | 44   | 24  |
| 8.  | Budućnost Donji Andrijevci  | 26  | 8    | 8    | 10   | 50   | 58   | 24  |
| 9.  | Dubrava Zadubravlje         | 26  | 6    | 11   | 9    | 38   | 48   | 23  |
| 10. | Budainka Slavonski Brod     | 26  | 7    | 9    | 10   | 36   | 51   | 23  |
| 11. | Gardun Garčin               | 26  | 9    | 5    | 12   | 30   | 48   | 23  |
| 12. | Mladost Donja Bebrina       | 26  | 8    | 4    | 14   | 37   | 65   | 20  |
| 13. | Slavonac Stari Perkovci     | 26  | 5    | 4    | 17   | 35   | 71   | 14  |
| 14. | Sloga Gromačnik             | 26  | 3    | 3    | 20   | 19   | 60   | 9   |

## Rezultatska križaljka
| kratica | klub                        | BOR | BUDA | BUDU | DUB | GAR | GRA | MLA | OML | POL | POS | SLABS | SLASP | SLO | VIN |
| --- | --------------------------- | --- | ---- | ---- | --- | --- | --- | --- | --- | --- | --- | ----- | ----- | --- | --- |
| BOR | Borac Podvinje              |     |      |      |     |     |     |     |     |     |     |       |       |     |     |
| BUDA | Budainka Slavonski Brod     |     |      |      |     |     |     |     |     |     |     |       |       |     |     |
| BUDU | Budućnost Donji Andrijevci  |     |      |      |     |     |     |     |     |     |     |       |       |     |     |
| DUB | Dubrava Zadubravlje         |     |      |      |     |     |     |     |     |     |     |       |       |     |     |
| GAR | Gardun Garčin               |     |      |      |     |     |     |     |     |     |     |       |       |     |     |
| GRA | Graničar Stupnički Kuti     |     |      |      |     |     |     |     |     |     |     |       |       |     |     |
| MLA | Mladost Donja Bebrina       |     |      |      |     |     |     |     |     |     |     |       |       |     |     |
| OML | Omladinac Gornja Vrba       |     |      |      |     |     |     |     |     |     |     |       |       |     |     |
| POL | Polet Stari Slatinik        |     |      |      |     |     |     |     |     |     |     |       |       |     |     |
| POS | Posavina Velika Kopanica    |     |      |      |     |     |     |     |     |     |     |       |       |     |     |
| SLABS | Slavonac Brodski Stupnik    |     |      |      |     |     |     |     |     |     |     |       |       |     |     |
| SLASP | Slavonac Stari Perkovci     |     |      |      |     |     |     |     |     |     |     |       |       |     |     |
| SLO | Sloga Gromačnik             |     |      |      |     |     |     |     |     |     |     |       |       |     |     |
| VIN | Vinogorac Brodsko Vinogorje |     |      |      |     |     |     |     |     |     |     |       |       |     |     |
| |                             |     |      |      |     |     |     |     |     |     |     |       |       |     |     |
| podebljan rezultat - utakmice od 1. do 13. kola (1. utakmica između klubova) rezultat normalne debljine - utakmice od 14. do 26. kola (2. utakmica između klubova) rezultat nakošen - nije vidljiv redoslijed odigravanja međusobnih utakmica iz dostupnih izvora rezultat smanjen * - iz dostupnih izvora nije uočljiv domaćin susreta prekrižen rezultat - poništena ili brisana utakmica p - utakmica prekinuta 3:0 p.f. / 0:3 p.f. - rezultat 3:0 bez borbe |                             |     |      |      |     |     |     |     |     |     |     |       |       |     |     |

 Izvori: 

## Unutrašnje poveznice
- Međuopćinska liga – Jug 1990./91.